# Laos en los Juegos Olímpicos de París 2024
Laos estuvo representado en los Juegos Olímpicos de París 2024 por cuatro deportistas, tres mujeres y un hombre, que compitieron en tres deportes.
Los portadores de la bandera en la ceremonia de apertura fueron el nadador Steven Insixiengmay y la atleta Silina Pha Aphay. El equipo olímpico laosiano no obtuvo ninguna medalla en estos Juegos.